# Short 184
Short Type 184 var ett brittiskt spanings-, torped- och bombflygplan under första världskriget.
184 tillverkades efter specifikationer på ett torpedbombflygplan uppställda av British Admiralty. Vid flygbåtstillverkaren Short Brothers konstruerade Horace Short ett flottörflygplan som skulle svara mot marinens krav. Efter utvärdering beställdes en serieflygplan från Short Brothers. Ordern kom senare att utökas betydligt. 
Kroppen var tillverkad i en träfackverkskonstruktion som kläddes med duk. Stjärtpartiet bestod av ett delat höjdroder med sidrodret monterat mellan de två halvorna. Från framkanten av sidrodret löpte en stor svängd fena ner mot flygplanskroppen. Landstället bestod av två flottörer, monterade under vingen med en liten flottör under fenan, för att avlasta stjärtpartiet. Dessutom satt en liten flottör i vardera vingspetsen, för att förhindra vingen att skära ner i vattnet. Flygplanskroppen var utrustad med två öppna sittbrunnar i tandem strax bakom vingen. Piloten satt i den främre, medan spanaren satt i den bakre sittbrunnen, för att även kunna betjäna den rörliga kulsprutan. Vingarna var uppbyggda runt träbalkar och spryglar som kläddes med duk. Den nedre vingen var infäst i underkant av flygplanskroppen. Från undervingen löpte 12 stöttor som bar upp övervingen. Som kraftkälla valdes en vattenkyld 12-cylindrig Sunbeam Maori V-motor som drev en fyrbladig dragande propeller. Mellan de båda flottörerna fanns en fästanordning för en torped. Med en torped ombord kunde flygplanet bara starta med halva mängden bränsle och därmed begränsades operationstiden till 45 minuter. 
Första flygplanet flög under våren 1915. Då det visade sig att flygplanet överträffade marinens krav utökades orden. Eftersom Short Brothers inte kunde klara av tillverkningen på egen hand tvingades man lägga ut ordern på flera licenstillverkare.
15 augusti 1915 startade Flight Commander Charles H. K. Edmonds från den ombyggda passagerarfärjan HMS Ben-my-Chree med en Short 184. Hans uppdrag var att torpedera ett turkiskt handelsfartyg. Han blev därmed den förste flygare som genomförde ett torpedangepp med ett flygplan. Den 19 augusti genomförde Edmonds och Flight Lieutenant George Dacre ett torpedanfall mot en 5 000-tonnare, som de lyckades sänka. Trots att flygplanstypen inledningsvis var effektiv som torpedflygplan, kom den mer att fungera som bomb- och spaningsflygplan. Vid krigsslutet tjänstgjorde ett stort antal Short 184 som ubåtsjakt.
31 maj - 1 juni 1916 deltog flygplanstypen som enda brittiska flygplan vid striderna under slaget vid Jylland. Senare samma år försågs en Short 184 tillfälligt med hjul. På försök startades flygplanet från hangarfartyget HMS Campania. 25 mars 1916 startade tre Short 184 och två Sopwith Baby från hangarfartyget HMS Vindex med målet att bomba Zeppelinflygbasen i Tondern. Uppdraget misslyckades och bara två flygplan kunde återvända till HMS Vindex.
Med drygt 930 tillverkade flygplan kom typen att bli ett av de vanligaste flygplanen inom Royal Naval Air Service, och var med på de flesta krigsskådeplatser inklusive Dardanellerna och Mesopotamien.
Flygplanet vidareutvecklades av Short Brothers, men även licenstillverkarna kom med egna förbättringar, Mann, Egerton & Co. Ltd lanserade sin modell Mann Egerton Type B, som baserades helt på Short 184. För Royal Flying Corps utvecklades landversionen Short Bomber. Flera olika motoralternativ kom att användas, förutom Sunbeam Maori användes Sunbeam Gurkha, Renault eller Rolls Royce Eagle. Kemisten Tizard och forskaren Bourdillon utvecklade ett bombsikte till flygplanet. Den 9 maj 1916 lyckades man fälla en bomb från cirka 1 500 meters höjd rakt i målet med det nya siktet.
Flygplanet kom även att säljas på export. Bland övriga brukare av flygplanstypen finns Estland som köpte sex flygplan 1919. Även Chile köpte sex flygplan övriga länder var bland annat Japan, Kanada och Grekland.
Inga kompletta Short 184 finns bevarade åt eftervärlden, men på Fleet Air Arm Museum i Yeovilton Somerset finns ett stjärtparti till ett flygplan utställt.

## Tillverkare av Short 184
- Short Brothers, Rochester (117)
- Brush Electrical Engineering Co. Ltd. (190)
- Mann, Egerton & Co. Ltd. (22)
- Phoenix Dynamo Manufacturing Company (62)
- Robey & Co. Ltd. (256)
- Frederick Sage & Co. Ltd. (72)
- S E Saunders Limited (80)
- Supermarine Aviation Works Ltd. (15)
- Westland Aircraft Works Ltd. (12)
- J. Samuel White (110)